# Podvin (Žalec, Slovenija)
Podvin je naselje u slovenskoj Općini Žalecu. Podvin se nalazi u pokrajini Štajerskoj i statističkoj regiji Savinjskoj. 

## Stanovništvo
Prema popisu stanovništva iz 2002. godine naselje je imalo 345 stanovnika.